# Kanał Bernardyński
Kanał Bernardyński (dawniej Wielki Kanał Prosny, Bernardynka) – kanał wodny w Kaliskim Węźle Wodnym, wybudowany w latach 1842–1843 według projektu Teodora Urbańskiego, kanał ulgi dla Prosny, przeprowadza wody wezbraniowe przez Kalisz na wschód od Śródmieścia i na północ od Piskorzewia, przyjmuje wody Swędrni; kanałem biegnie wodny szlak turystyczny.
W latach 1865–1866 na Kanale Bernardyńskim wybudowano most Żelazny, pierwszy polski most o konstrukcji stalowej.
Nazwa kanału pochodzi od kościoła i klasztoru bernardyńskiego, który funkcjonował w mieście w XVI–XIX w.